# جون وود (لاعب كرة قدم)
جون وود (بالإنجليزية: John Wood)‏ (و. 1880 – 1916 م) هو لاعب كرة قدم، من المملكة المتحدة لبريطانيا العظمى وأيرلندا، يلعب كمهاجم، توفي عن عمر يناهز 36 عاماً، بسبب قتل في المعركة.